# زيبانغ
زيبانغ هي سلسلة مانغا يابانية نشرت في مجلة مورنينغ الأسبوعية في الفترة من 2000 حتى 2009 وتم جمعها في 43 تانكوبون.